# Muzej Patagonije Francisco Moreno
Muzej Patagonije Francisco P. Moreno je muzej naravne zgodovine in kulturne antropologije patagonske regije v Centro cívico v mestu Bariloche v Argentini. Je del Ministrstva za varstvo in okoljsko vzgojo narodnega parka Nahuel Huapi, uprave narodnih parkov.

## Opis
Muzej je bil odprt 17. marca 1940 v okviru odkritja Centro cívico v Barilocheju, ki ga je nacionalna vlada naročila v okviru prizadevanj za promocijo takrat oddaljenega mesta,  smučarskega centra v provinci Río Negro. Muzej in spremljajočo javno Knjižnico Domingo Sarmiento ter mestno hišo Barilocheja je zasnoval Ernesto de Estrada. Stavbe so zgrajene iz poliranega zelenega tufa, lokalnega lesa cipres in Fitzroya cupressoides, strehe pa pokrite s skrilavcem. Stavbe so umeščene okoli trga, ki je v celoti tlakovan s kamnom.
Večino svojih zbirk je prvi upravitelj muzeja Enrique Artayeta pridobil iz uprav narodnih parkov. Institucija je bila poimenovana v čast argentinskega geodeta in akademika Francisca Morena in organizirana v tradiciji muzeja La Plata, katerega ustanovitev leta 1888 je bila v veliki meri dolžna priznanemu raziskovalcu.
Zbirke muzeja, razširjene in posodobljene med obnovo leta 1992, so razdeljene po številnih kategoriziranih dvoranah:
- Naravoslovje: zbirka fosilov in geoloških najdb.
- Prazgodovina: informativne diorame in stratigrafski prikazi ter relikvije kultur iz kamene dobe na tem območju.
- Zgodovina staroselcev: prikazi, ki se nanašajo na ljudstva Mapučev, Selknamov, Tehuelčev in Yaghna, vključno z orodji, ki se uporabljajo v astronomiji.
- Regionalna zgodovina: eksponati, ki sledijo zgodovini Patagonije od zgodnjih let španske kolonizacije Amerik do časa argentinske vojne za neodvisnost.
- Osvajanje puščave: ponazoritev orodij, orožja in metod, ki so jih argentinske vlade uporabljale od Juan Manuela de Rosasa do Julia Roce v svojih kampanjah za izseljevanje domačih ljudstev iz 19. stoletja, pa tudi tiste, ki so jih domači caciques (vodje avtohtonih skupin) uporabljali v svojih protiofenzivah.
- San Carlos de Bariloche: eksponati, povezani z lokalno zgodovino, od ustanovitve mesta leta 1885 do promocije ministra za javna dela Ezequiel Ramos Mexía po letu 1905 in kasnejšega razvoja mesta.
- Narodni parki: dokumenti, diagrami in zemljevidi, ki se nanašajo na razvoj narodnih parkov v Argentini, med katerimi je bil prvi narodni park Nahuel Huapi, jezera v Barilocheju.
- Francisco Moreno: razstava v čast soimenjaku muzeja, znanemu geodetu in akademiku, ki je leta 1903 podaril posest nad jezerom Nahuel Huapi in okolico, da bi ustanovili prvi narodni park v državi.

Muzej vključuje tudi dvorano za začasne razstave, avditorij, delavnico, knjižnico in arhiv ter prostore za kustose in raziskovalce.
Mestni center – Centro civico - Bariloche, vključno z muzejem, je bil leta 1987 razglašen za nacionalni zgodovinski spomenik.